# 수발키현

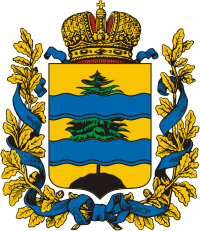
수바우키현의 문장

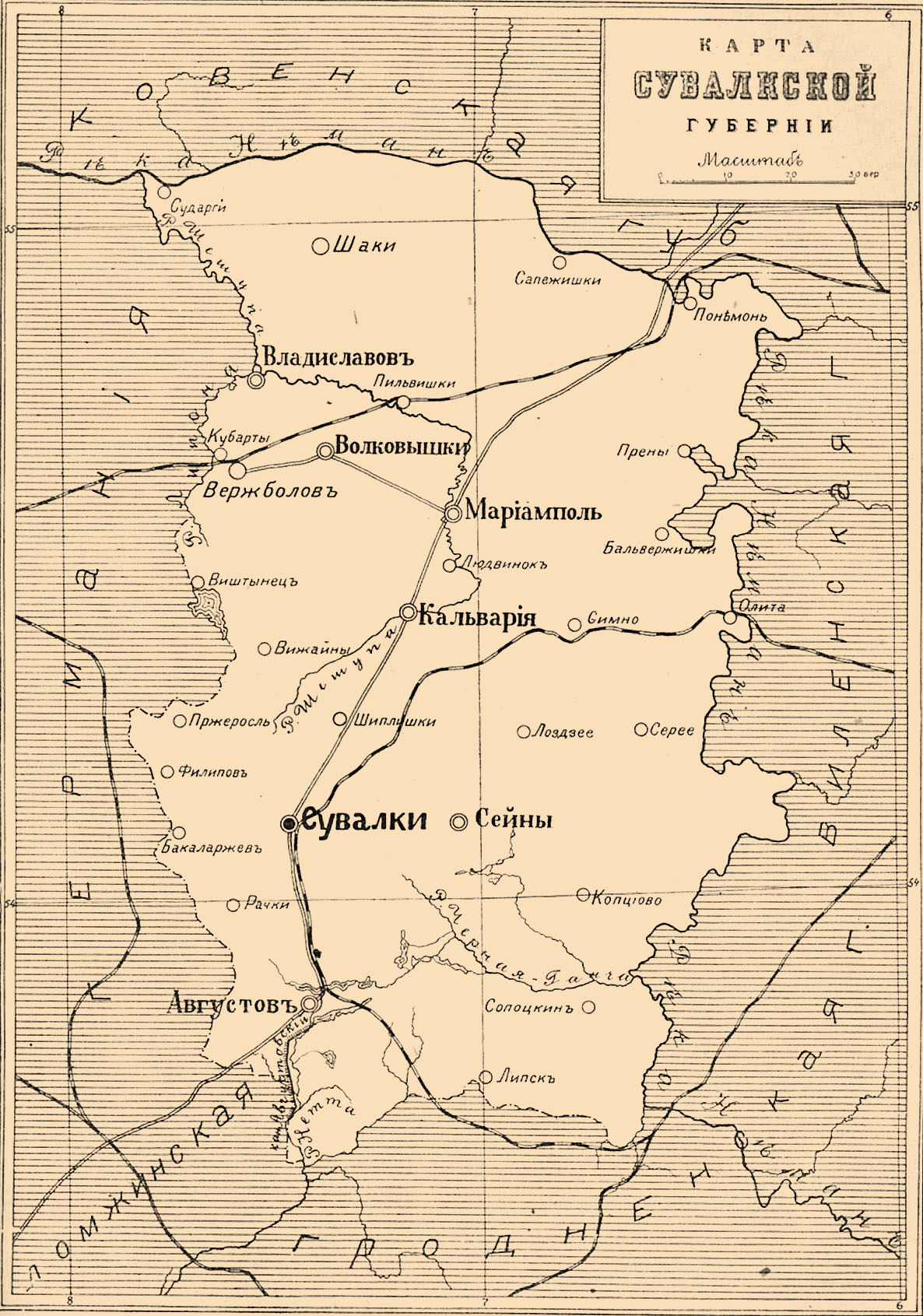
수바우키현의 지도

수바우키현(폴란드어: Gubernia suwalska, 러시아어: Сувалкская губерния)은 1867년부터 1917년까지 존재했던 러시아 제국의 폴란드 입헌왕국의 현으로 현도는 수바우키이며 면적은 12,550.92km2, 인구는 582,913명(1897년 당시 기준)이다. 1867년 아우구스투프현에서 분리되어 신설되었다.